# Embolie gazeuse

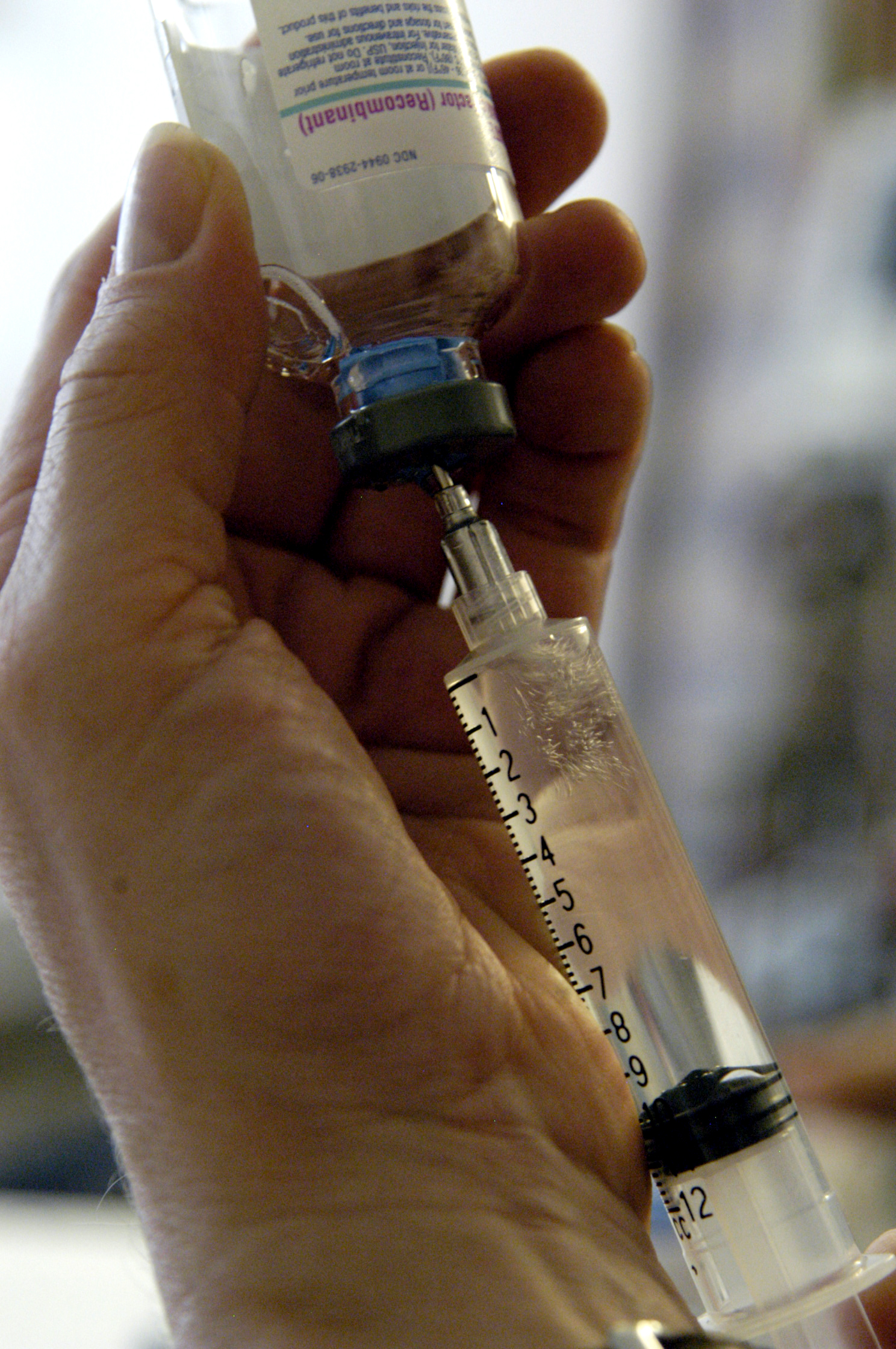
L'injection de médicaments peut potentiellement être une cause d'embolie gazeuse.

Une embolie gazeuse est une situation pathologique caractérisée par la présence de bulles de gaz dans la circulation sanguine. Elle peut être secondaire à une intervention médicale ou survenir au décours de la plongée sous-marine. Rare et potentiellement grave, l'embolie gazeuse s'exprime par des symptômes qui dépendent des vaisseaux sanguins concernés. Le traitement repose surtout sur l'oxygénothérapie hyperbare.

## Mécanisme
Dans le sang, à l'équilibre, les gaz sont dissous en fonction de leur quantité dans l'air respiré et de la pression de cet air. En cas de changement, l'augmentation de cette dissolution est progressive et dépend pour chaque gaz de son coefficient de solubilité. Ainsi, la formation de bulle survient en cas d'introduction relativement rapide d'une quantité de gaz suffisante, et est d'autant plus importante que son coefficient de solubilité est faible.
Lorsque les bulles de gaz sont présentes dans le circuit veineux, elles suivent la circulation et passent dans le cœur droit puis l'artère pulmonaire. En faible quantité, elles sont éliminées par les alvéoles pulmonaires au niveau des capillaires pulmonaires. Lorsque le volume des bulles est suffisant, elles peuvent avoir deux conséquences principales. Elles peuvent perturber la circulation veineuse locale et aboutir à la souffrance de l'organe drainé par ces veines. En quantité plus importante, elles peuvent se bloquer au niveau de la circulation artérielle pulmonaire et du cœur droit. Ceci entraine une hypoxémie associée à une insuffisance cardiaque droite, et au maximum un arrêt cardiaque.
Lorsque les bulles de gaz sont présentes dans le circuit artériel, une petite quantité suffit pour obstruer n'importe quelle artère. Elles sont alors potentiellement responsables de la nécrose du territoire vascularisé par l'artère bouchée.
En outre, le contact des bulles avec la paroi des vaisseaux peut entrainer une hypercoagulation et une réaction inflammatoire.

## Causes
L'embolie artérielle survient dans deux contextes principaux : la réalisation d'un geste médical ou chirurgical et la remontée de plongée sous-marine. Les accidents de plongée à l'origine d'une embolie gazeuse relèvent de deux mécanismes, l'accident de désaturation (ou accident de décompression) et le barotraumatisme pulmonaire (ou hyperpression pulmonaire).

### Iatrogénie
Les accidents iatrogènes potentiellement responsables d'une embolie gazeuse peuvent être, pour les embolies veineuses, la pose de voie veineuse centrale, l'hémodialyse, la plasmaphérèse, la neurochirurgie ou la cœlioscopie. Pour les embolies artérielles, on peut citer l'artériographie, la chirurgie vasculaire, la circulation extracorporelle ou la ventilation mécanique. Le mécanisme est lié à un gradient de pression qui peut résulter de l'injection accidentelle de gaz sous pression ou d'une pression spontanément basse dans le système veineux.

### Accident de plongée
L'accident de désaturation survient en cas de non-respect des procédures de désaturation, et en fonction de facteurs favorisants individuels et environnementaux. L'embolie gazeuse se forme à la suite de la désaturation brutale des différents tissus de l'organisme, qui ont préalablement accumulé du gaz dissous en quantité directement en rapport avec la quantité de gaz dissous dans le sang. Ces gaz forment alors des bulles qui s'évacuent dans le circuit veineux.
Le barotraumatisme pulmonaire survient à la faveur d'une remontée rapide, d'un accès de panique, d'un blocage de détendeur ou d'une inhalation d'eau, et il est favorisé par les maladies bronchiques obstructives comme l'asthme par exemple. L'embolie gazeuse se forme à la suite de la déchirure des alvéoles pulmonaires en rapport avec une augmentation de volume du gaz présent dans les voies respiratoires. Des bulles de gaz se forment alors dans la circulation pulmonaire et rejoignent le circuit artériel.

## Diagnostic
La symptomatologie en rapport avec une embolie gazeuse dépend de sa localisation. Elle peut traduire une atteinte respiratoire, avec une toux, une gêne respiratoire, une douleur dans la poitrine ; hémodynamique, allant de l'hypotension à l'arrêt cardiaque ; du cerveau, avec des troubles de conscience allant de l'obnubilation au coma, associés à une paralysie variable ; de la moelle épinière, allant des fourmillements à la paralysie de plusieurs membres ; de l'oreille interne, avec un syndrome vestibulaire.
Le diagnostic est le plus souvent établi de manière probabiliste d'après la survenue de troubles évocateurs dans un contexte à risque. En cas d'embolie gazeuse importante, les bulles circulantes peuvent être visualisées en échographie cardiaque transthoracique ou transœsophagienne, plus sensible. Néanmoins, la recherche d'une confirmation du diagnostic ne doit pas faire retarder le traitement.

## Traitement
Le traitement repose essentiellement sur la réalisation urgente d'une oxygénothérapie hyperbare, pratiquée dans un centre référent. Dès le diagnostic suspecté, une oxygénothérapie normobare à fort débit et une réhydratation sont débutées, parallèlement au transfert dans un centre spécialisé. Un éventuel pneumothorax est recherché car il doit être drainé avant la mise en place de l'oxygénothérapie hyperbare. L'administration de médicaments comme les antiagrégants, les anticoagulants ou les anti-inflammatoires est discutée.

## Sources
Collège national des enseignants de réanimation, Georges Offenstadt, Jean-Michel Boles, Pierre-Edouard Bollaert, Albert Jaeger, Fabienne Saulnier, Michel Wolff, Fabrice Zéni, Réanimation médicale, 2009, Masson,  (ISBN 9782294088551) :
- A. Barthélémy, A. Boussuges, M. Coulange, J.-M. Sainty, « Embolie gazeuse iatrogène », pages 1675-7
- D. Mathieu, F. Wattel, « Bases et modalités de l'oxygénothérapie hyperbare », pages 645-52